# Hyland Provincial Park
Hyland Provincial Park är en park i Kanada.   Den ligger i provinsen Manitoba, i den sydöstra delen av landet, 1 700 km väster om huvudstaden Ottawa. Hyland Provincial Park ligger 230 meter över havet.
Terrängen runt Hyland Provincial Park är mycket platt. Runt Hyland Provincial Park är det mycket tätbefolkat, med 1 266 invånare per kvadratkilometer.. Närmaste större samhälle är Winnipeg, 13,0 km sydväst om Hyland Provincial Park. 
Omgivningarna runt Hyland Provincial Park är en mosaik av jordbruksmark och naturlig växtlighet.